# Lista de vilas notáveis em Portugal
Ao longo da história de Portugal, durante os períodos medieval e moderno, a concessão do estatuto de cidade em Portugal dependia da criação de um bispado na povoação que viria a ser elevada a cidade. No entanto, vários monarcas portugueses concederam a algumas vilas do Reino de Portugal o título de notável, atendendo ao seu desenvolvimento, à sua população, ou ainda à sua participação honrosa em guerras, passando, para todos os efeitos, a gozar dos privilégios das cidades.
A maior parte destas vilas viriam a ser, mais tarde, elevadas a cidade, embora algumas ainda reflictam nos seus brasões de armas este antigo título.
Segue-se uma lista das povoações portuguesas distinguidas com o título de notável vila ou mui notável vila:
| Brasão | Povoação                             | Título de vila notável | Reinado                                | Estatuto atual | Notas |
| ------ | ------------------------------------ | ---------------------- | -------------------------------------- | -------------- | --- |
|        | Notável Vila de Abrantes             | 1641                   | D. João IV                             | cidade         | Elevada a cidade em 1916 (14 de junho)                                                                                                 |
|        | Notável Vila de Aveiro               | 1581 (13 de maio)      | D. Filipe I                            | cidade         | Elevada a cidade em 1759 (11 de abril)                                                                                                 |
|        | Notável Vila de Beja                 | 1446                   | D. Afonso V (regência de D. Pedro)     | cidade         | Elevada a cidade em 1521 (10 de abril)                                                                                                 |
|        | Notável Vila de Castelo Branco       | 1535 (3 de julho)      | D. João III                            | cidade         | Elevada a cidade em 1771 (20 de março)                                                                                                 |
|        | Notável Vila de Castelo de Vide      | 1674 (17 de setembro)  | D. Afonso VI (regência de D. Pedro)    | vila           | |
|        | Notável Vila de Constância           | 1836 (7 de dezembro)   | D. Maria II                            | vila           | |
|        | Notável Vila da Covilhã              | 1570 (6 de julho)      | D. Sebastião                           | cidade         | Elevada a cidade em 1870 (20 de outubro)                                                                                               |
|        | Notável Vila de Elvas                | 1446                   | D. Afonso V (regência de D. Pedro)     | cidade         | Elevada a cidade em 1513 (21 de abril)                                                                                                 |
|        | Notável Vila de Estremoz             | 1512 (10 de julho)     | D. Manuel I                            | cidade         | Elevada a cidade em 1926 (31 de agosto)                                                                                                |
|        | Notável Vila de Guimarães            | 1446                   | D. Afonso V (regência de D. Pedro)     | cidade         | Elevada a cidade em 1853 (22 de junho)                                                                                                 |
|        | Notável Vila de Lagos                | 1535 (25 de agosto)    | D. João III                            | cidade         | Elevada a cidade em 1573 (27 de janeiro)                                                                                               |
|        | Notável Vila de Leiria               | 1446                   | D. Afonso V (regência de D. Pedro)     | cidade         | Elevada a cidade em 1545 (13 de junho)                                                                                                 |
|        | Notável Vila de Loulé                | 1573 (26 de maio)      | D. Sebastião                           | cidade         | Elevada a cidade em 1988 (1 de fevereiro)                                                                                              |
|        | Mui Notável Vila de Marvão           | 1834 (5 de junho)      | D. Maria II (regência de D. Pedro)     | vila           | |
|        | Notável Vila de Montemor-o-Novo      | 1563 (20 de março)     | D. Sebastião (regência de D. Henrique) | cidade         | Elevada a cidade em 1988 (19 de abril)                                                                                                 |
|        | Notável Vila de Moura                | 1525 (24 de novembro)  | D. João III                            | cidade         | Elevada a cidade em 1988 (1 de fevereiro)                                                                                              |
|        | Notável Vila de Nisa                 |                        | D. João I                              | vila           | |
|        | Mui Notável Vila da Praia da Vitória | 1837 (12 de janeiro)   | D. Maria II                            | cidade         | Elevada a cidade em 1981 (20 de junho)                                                                                                 |
|        | Notável Vila de Santarém             | 1446                   | D. Afonso V (regência de D. Pedro)     | cidade         | Elevada a cidade em 1868 (24 de dezembro)                                                                                              |
|        | Notável Vila de Serpa                | 1674                   | D. Afonso VI (regência de D. Pedro)    | cidade         | Elevada a cidade em 2003 (26 de agosto)                                                                                                |
|        | Notável Vila de Setúbal              | 1525 (27 de setembro)  | D. João III                            | cidade         | Elevada a cidade em 1860 (19 de abril)                                                                                                 |
|        | Notável Vila de Tavira               | 1446                   | D. Afonso V (regência de D. Pedro)     | cidade         | Elevada a cidade em 1520 (16 de março)                                                                                                 |
|        | Notável Vila de Tomar                | 1567 (22 de abril)     | D. Sebastião (regência de D. Henrique) | cidade         | Elevada a cidade em 1844 (12 de fevereiro)                                                                                             |
|        | Notável Vila de Viana da Foz do Lima | 1563 (26 de março)     | D. Sebastião (regência de D. Henrique) | cidade         | Elevada a cidade em 1848 (20 de janeiro), sob o nome de Viana do Castelo                                                               |
|        | Notável Vila Franca de Xira          | 1823 (16 de junho)     | D. João VI                             | cidade         | Elevada a cidade em 1984 (28 de junho); foi chamada Notável Vila Franca da Restauração entre a Vilafrancada (1823) e a Abrilada (1824) |